# Худал, Алоиз
Алоиз Худал (нем. Alois Hudal; 30 мая 1885, Грац, Австро-Венгрия — 13 мая 1963, Рим, Италия) — австрийский прелат, ватиканский и куриальный сановник. Титулярный епископ Элы с 1 июня 1933 по 13 мая 1963.

## Крысиные тропы
Епископ Алоиз Худал был ректором Pontificio Istituto Teutonico Santa Maria dell’Anima в Риме, семинарии для австрийских и германских священников и «Духовным главой резидентов немецкого народа в Италии».
После войны в Италии Худал активно помогал немецкоговорящим военнопленным и интернированным по всей Италии. В декабре 1944 года Ватиканский государственный секретариат Римской курии получил разрешение назначить представителя для «посещения немецкоговорящих гражданских интернированных лиц в Италии». Эта работа была поручена Худалу.
Худал использовал своё назначение, чтобы помочь бежать разыскиваемым нацистским военным преступникам, включая Франца Штангля, коменданта концентрационного лагеря Треблинка, Густава Вагнера, заместителя коменданта лагеря смерти Собибор, Алоиза Бруннера, ответственного за лагерь Дранси близ Парижа и депортации из Словакии в немецкие концлагеря, а также Адольфа Эйхмана.
Некоторых из разыскиваемых держали в пересыльных лагерях, обычно без документов; их вносили в лагерные списки под фальшивыми именами. Другие нацисты скрывались в Италии и разыскивали Худала, когда среди них стало известно о его деятельности.
В своих мемуарах Худал сказал о своих действиях: «Я благодарю Бога, что Он позволил мне навестить и утешить многих жертв в их тюрьмах и концентрационных лагерях и помочь им бежать с фальшивыми документами». Он объяснял, что в его глазах:

Война союзников против Германии была не крестовым походом, а борьбой экономических групп, за победу в которой они и бились. Этот так называемый бизнес… использовал ключевые слова, такие как демократия, соревнование, свобода религии и христианство как приманку для масс. Все эти знания были причиной, по которой я чувствовал себя обязанным после 1945 года посвятить всю мою благотворительную работу бывшим национал-социалистам и фашистам, особенно так называемым «военным преступникам».

По мнению Марка Ааронса и Джона Лофтуса, изложенному в их книге «Несвятая Троица», Худал был первым из католических священников, посвятившим себя организации маршрутов побега. Ааронс и Лофтус утверждают, что Худал снабжал объекты своей благотворительности деньгами, чтобы помочь им скрыться и, что более важно, фальшивыми бумагами, включая идентификационные документы, выданные Ватиканской организацией помощи беженцам (Commissione Pontificia d’Assistenza).
Эти ватиканские бумаги не были настоящими паспортами и их не было достаточно для выезда за границу. Это были, скорее, первичные документы — которые могли быть использованы для получения паспорта перемещённого лица от Международного комитета Красного Креста (МККК), который, в свою очередь, можно использовать для получения виз. Теоретически МККК мог проверить прошлое получателей паспортов, но на практике слова священника и особенно епископа было вполне достаточно. Согласно фактам, полученным Гитта Серени у руководителя римского отделения МККК, Худал мог также использовать свою должность епископа для получения документов, «изготовленных по его спецификациям». Источники Серени раскрыли также активную незаконную торговлю крадеными и поддельными документами МККК в Риме того времени.
Согласно рассекреченным отчётам американской разведки, Худал был не единственным священником, помогавшим нацистским беглецам в то время. В «La Vista report», рассекреченном в 1984 году, агент Корпуса контрразведки (CIC) Винсент Ла Виста докладывал, как он легко добыл поддельные документы МККК для якобы двух венгерских беглецов с помощью письма от отца Йозефа Галлова. Галлов, осуществлявший спонсировавшуюся Ватиканом благотворительность для венгерских беженцев, не задавал вопросов и написал письмо своему «личному контактному лицу в Международном Красном Кресте, которое затем выдало паспорта».